# Iquito
Cet article possède un paronyme, voir Iquitos.
L'iquito est une langue amérindienne de la famille des langues zaparoanes parlée par une vingtaine de personnes - sur 120 - dans l'Amazonie péruvienne. La plupart des membres du groupe utilisent aujourd'hui le castillan.

## Codes
- Code de langue IETF : iqu